# Distrito electoral de Du Quoin n.º 1
Du Quoin No. 1 (en inglés: Du Quoin No. 1 Precinct) es un distrito electoral ubicado en el condado de Perry en el estado estadounidense de Illinois. En el Censo de 2010 tenía una población de 606 habitantes y una densidad poblacional de 879,62 personas por km².

## Geografía
Du Quoin n.º 1 se encuentra ubicado en las coordenadas 38°1′19″N 89°14′12″O / 38.02194, -89.23667. Según la Oficina del Censo de los Estados Unidos, Du Quoin n.º 1 tiene una superficie total de 0.69 km², de la cual 0.69 km² corresponden a tierra firme y (0%) 0 km² es agua.

## Demografía
Según el censo de 2010, había 606 personas residiendo en Du Quoin n.º 1. La densidad de población era de 879,62 hab./km². De los 606 habitantes, Du Quoin n.º 1 estaba compuesto por el 96.7% blancos, el 1.65% eran afroamericanos, el 0.17% eran amerindios, el 0% eran asiáticos, el 0% eran isleños del Pacífico, el 0% eran de otras razas y el 1.49% pertenecían a dos o más razas. Del total de la población el 0.17% eran hispanos o latinos de cualquier raza.